# Caldesia parnassifolia
Espèce
La caldésie à feuilles de parnassie, également flûteau à feuilles de parnassie (Caldesia parnassifolia), est une espèce de plante à fleurs aquatique ou amphibie de la famille des Alismataceae, que l'on trouve principalement dans les eaux stagnantes.
En absence de floraison, elle peut être confondue avec le plantain d’eau (Alisma plantago-aquatica L.), dont elle se distingue par le port dressé de ses feuilles à base rétrécie ou l’Hydrocharis des grenouilles (Hydrocharis morsus-ranae L.) qui possède des feuilles circulaires.
Elle pousse généralement dans des milieux plutôt acides, rarement calcaires.

## Reproduction
La fécondation peut se faire par le vent ou les insectes pollinisateur. Une reproduction végétative peut également s'opérer grâce aux turions de la plante. À maturité, les fruits se détachent, flottent pendant quelques jours puis germent au fond de l’eau.

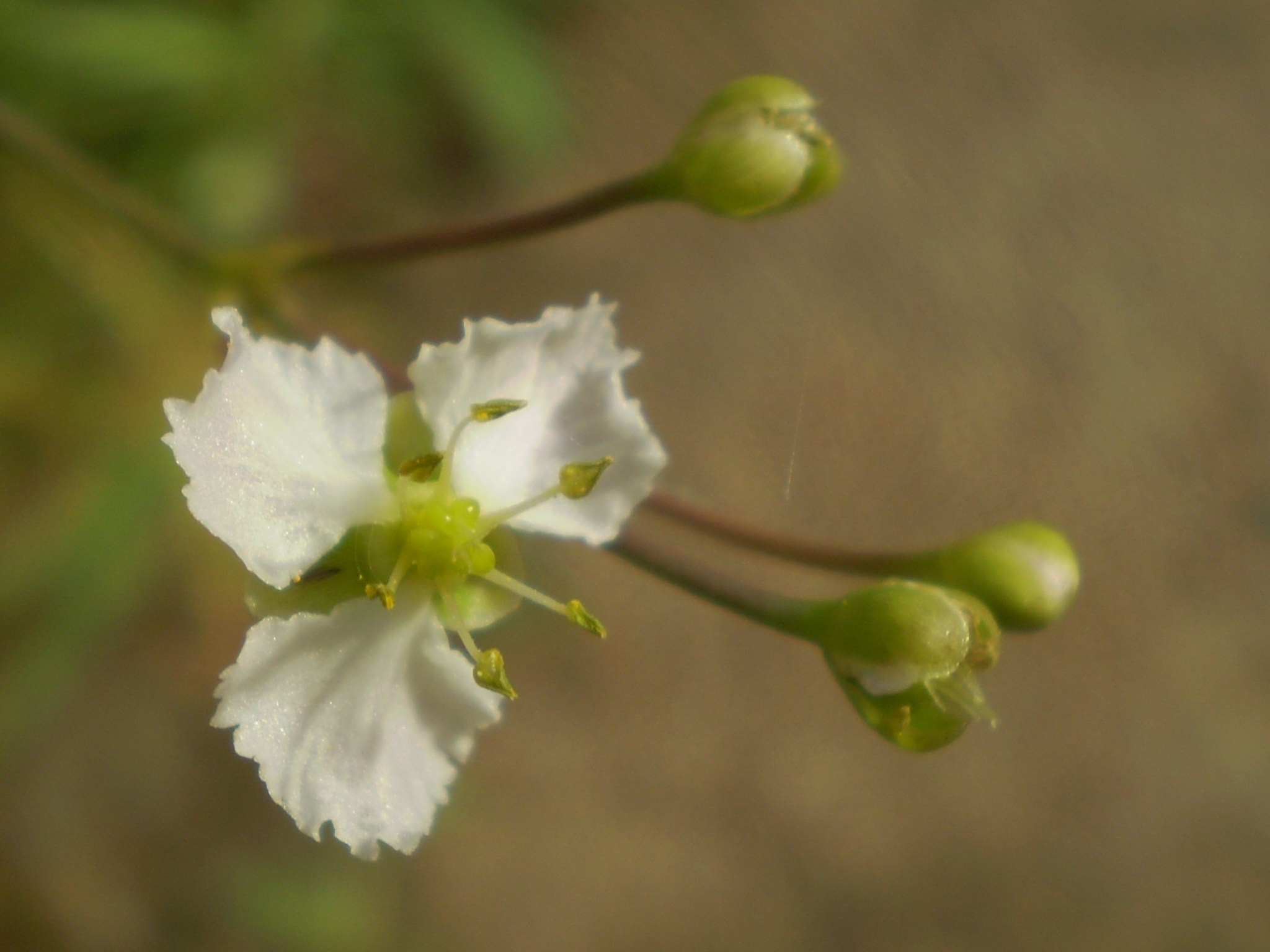
fleur.
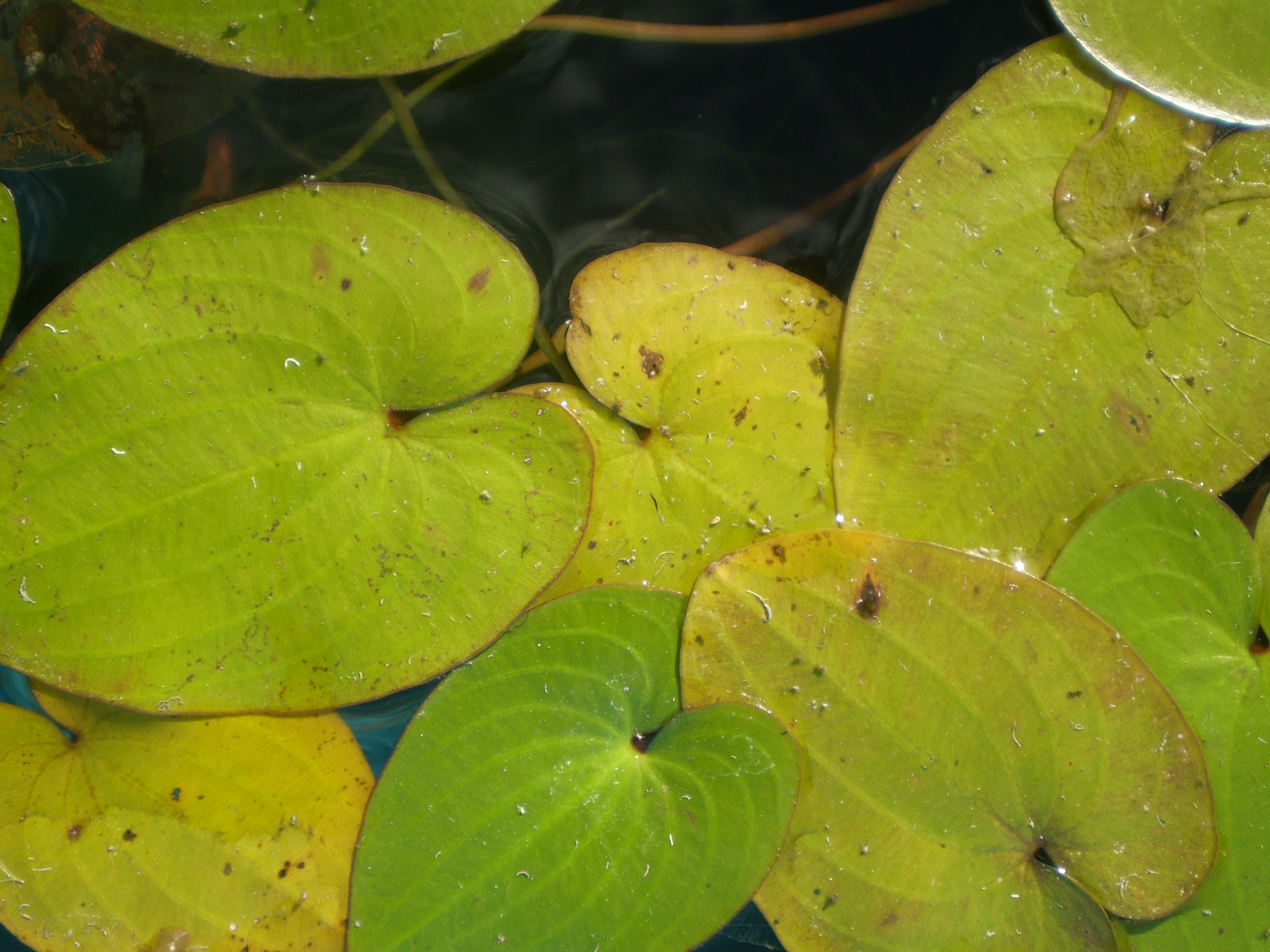
feuilles.
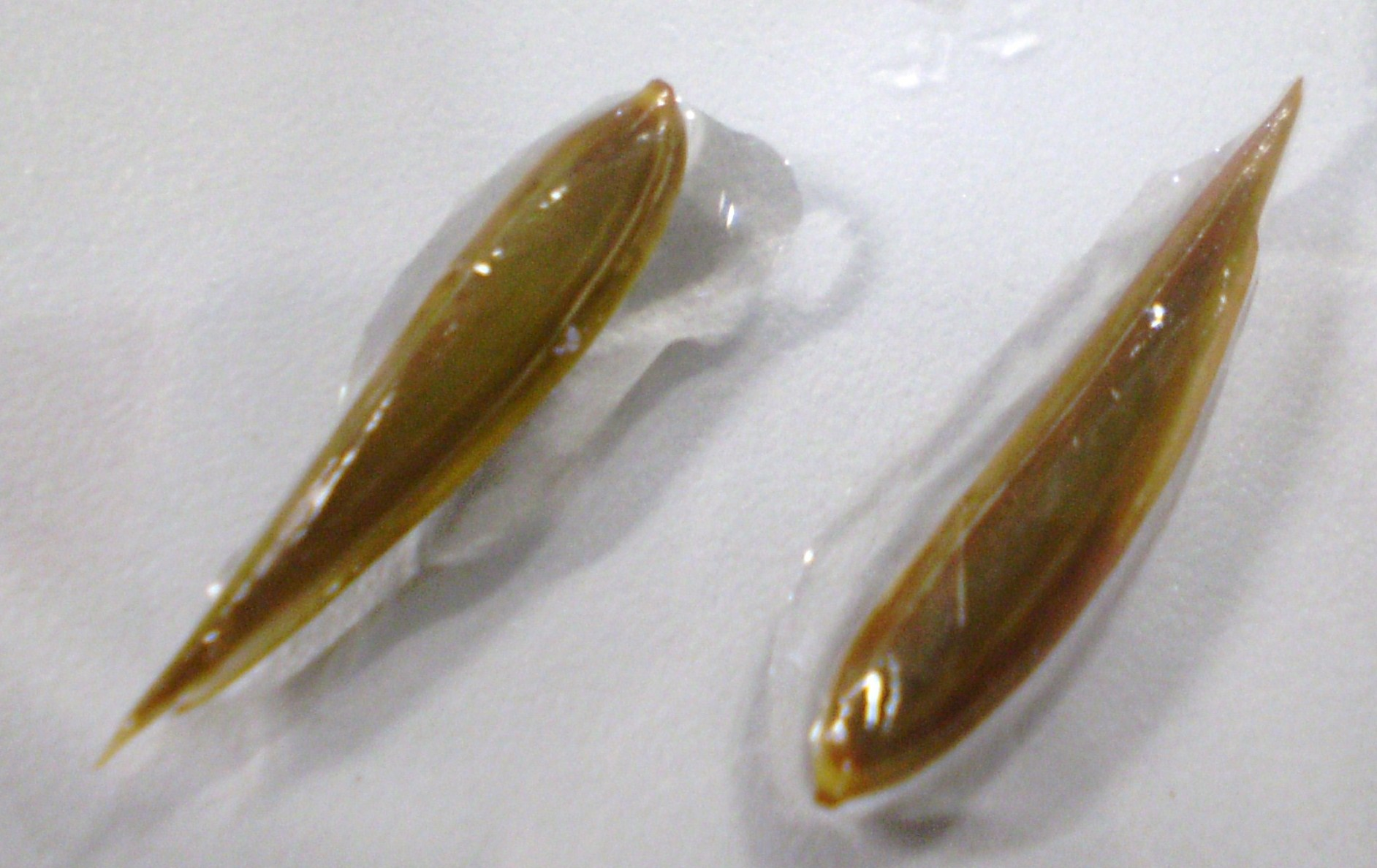
turions.
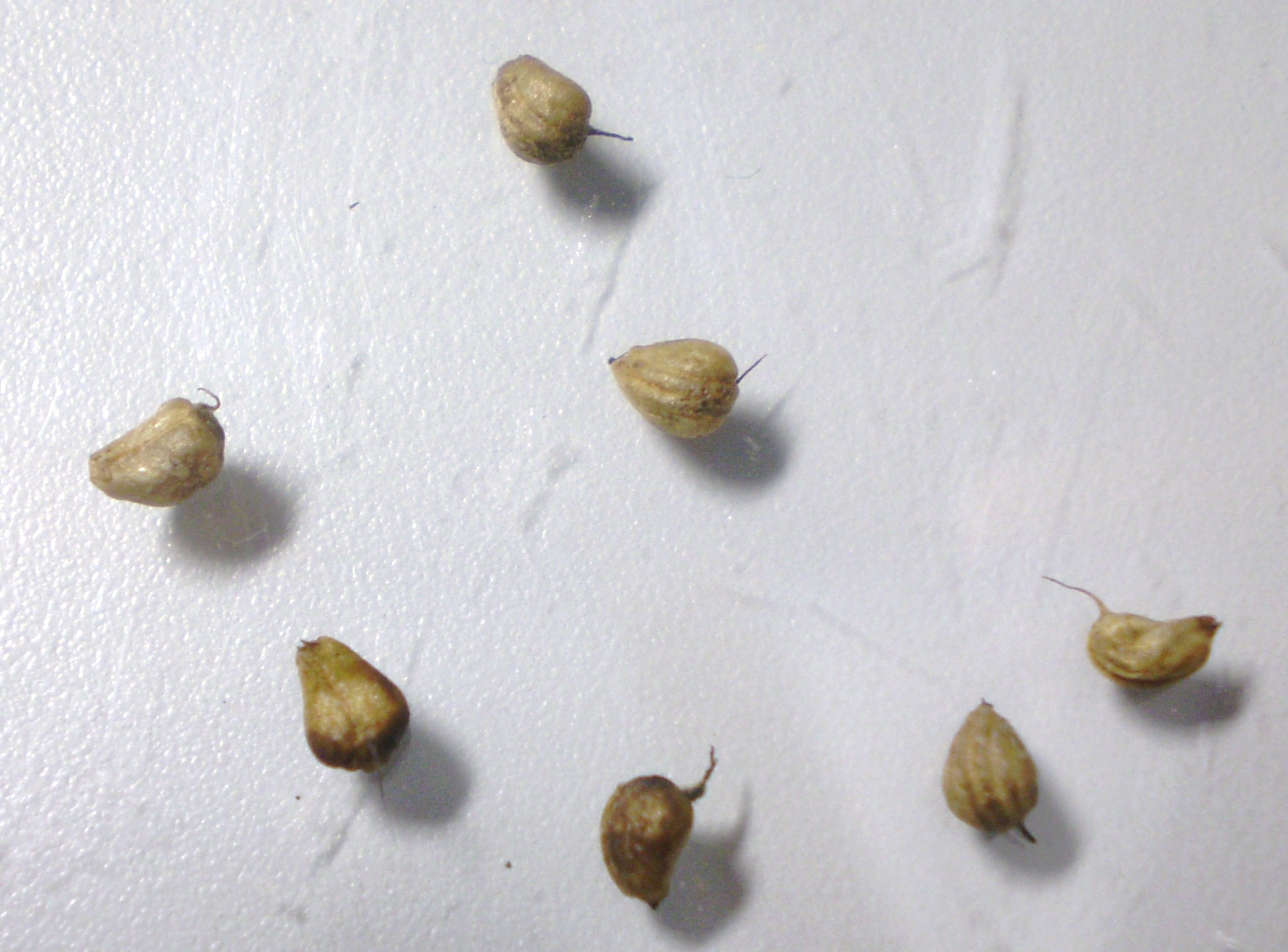
graines.